# مهدی عیسی‌زاده
مهدی عیسی‌زاده (زادهٔ ۱۳۴۱ میاندوآب) سرتیپ‌دوم سپاه پاسداران انقلاب اسلامی است، که در ادوار هشتم، نهم و یازدهم مجلس شورای اسلامی به‌عنوان نماینده میاندوآب در مجلس حضور داشت.

## اعتراضات نسبت به عزل و نصب‌ها
برخی پایگاه‌های خبری ایرانی مدعی شدند که عیسی‌زاده در عزل و نصب‌های شهری خود دخالت داشته و افراد نزدیک خود را در سمت‌های مهم گماشته‌است.
عیسی زاده، بابک نژاد بهمن را بدون سابقه مدیریتی، مدیر شهرک صنعتی و رستم وکیلی را نیز به ریاست آموزش و پرورش گماشت که هیچ‌کدام سابقه مدیریتی نداشتند.
وی در دوازدهمین دوره انتخابات مجلس شورای اسلامی توسط شورای نگهبان رد صلاحیت شد و اعتراض وی برای عدم تایید صلاحیت بی نتیجه ماند. 